# Displasia renal multiquística
La displasia renal multiquística (DRMQ) o riñón multiquístico es un trastorno no-genético severo en los riñones caracterizado por la aparición de múltiples quistes de diversos tamaños e irregulares que resulta de malformaciones durante el desarrollo fetal del riñón.

## Epidemiología
Se estima que la displasia renal multiquística ocurre en 1 de cada 4300 nacidos vivos. Es cerca de 2,5 veces más frecuente en varones recién nacidos que en el sexo femenino, típicamente es unilateral y del lado izquierdo.

## Diagnóstico
La DRMQ se suele diagnosticar con un ultrasonido antes del nacimiento y no tiene tratamiento. Muchos casos se resuelven por sí solos, de modo que el paciente es observado periódicamente los primeros años de vida para asegurar que el riñón esté funcionando adecuadamente y que no haya aparición de efectos adversos.